# Central Nuclear Diablo Canyon

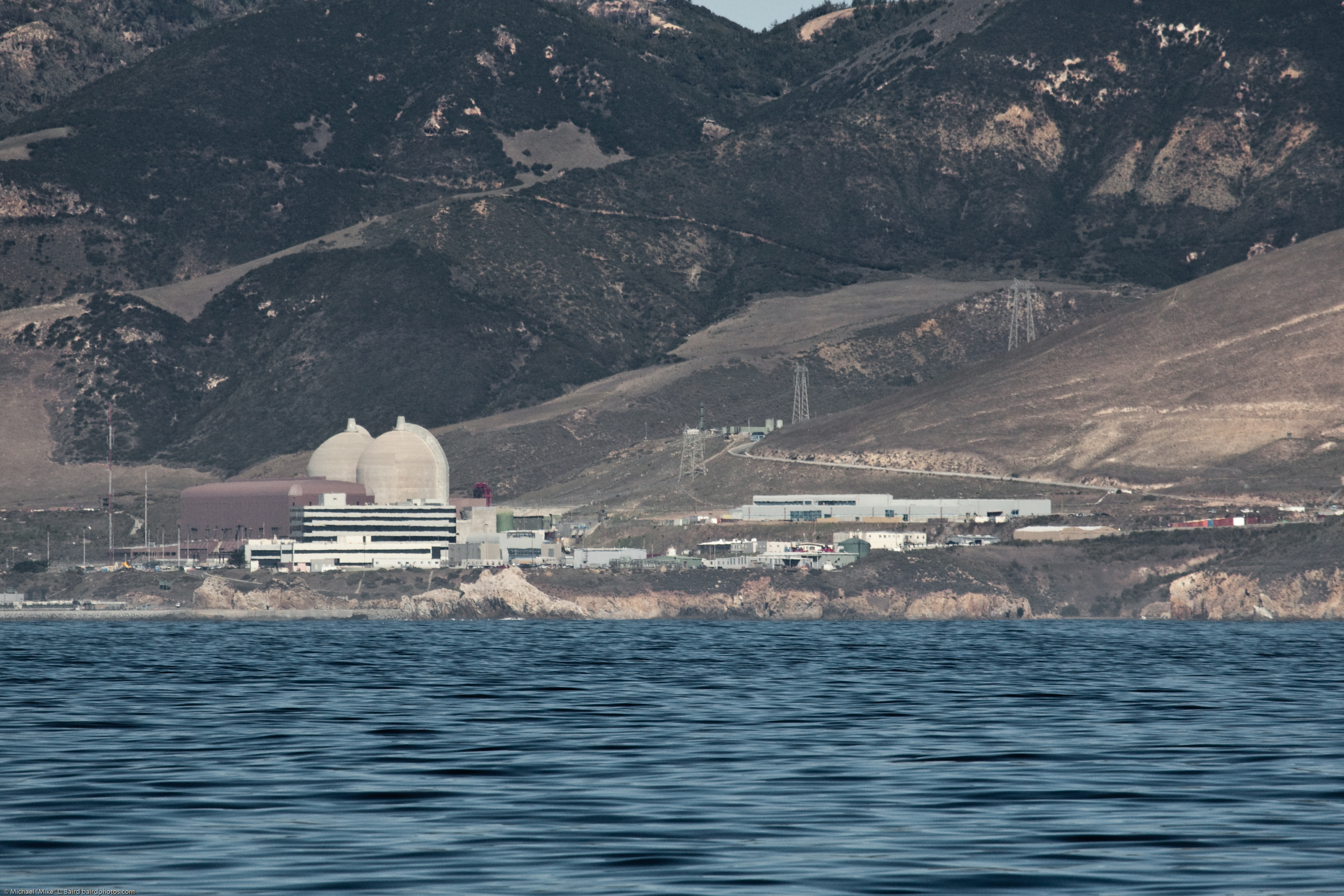
Central Nuclear Diablo Canyon, tomada por Mike Baird de Morro Bay, Estados Unidos de América

La Central Nuclear Diablo Canyon está situada en el Condado de San Luis Obispo, California. La planta tiene dos reactores de agua a presión (PWR) Westinghouse de 4 circuitos y es gestionada por Pacific Gas & Electric. La instalación ocupa 3,7 km² en Avila Beach, California. Juntos, los dos reactores gemelos de 1100 megavatios producen alrededor de 18.000 gigavatios hora de electricidad anualmente, cubriendo las necesidades eléctricas de más de 2,2 millones de personas.
Diablo Canyon está diseñada para soportar un terremoto de 0,75 gs procedentes de cuatro fallas, incluidas las de San Andrés y la de Hosgri. Equipada con sistemas avanzados de control de seísmos y seguridad, la planta está diseñada para realizar un apagado seguro en caso de un movimiento de tierra significativo.
La planta toma su agua de refrigeración secundaria del Océano Pacífico, y cuando se producen fuertes tormentas ambas unidades son desaceleradas al 80% de su potencia para evitar la entrada de materias indeseadas al tomar el agua para refrigeración.

## Unidad 1
La Unidad 1 era un PWR de 1087 MWe suministrado por Westinghouse. Entró en funcionamiento el 2 de noviembre de 1984 y su funcionamiento está autorizado hasta diciembre de 2016. En 2003, la Unidad 1 generó 9.585.431 MWh, con un factor de capacidad del 100,4%.

## Unidad 2
La Unidad 2 es un PWR de 1087 MWe suministrado por Westinghouse. Entró en funcionamiento el 26 de agosto de 1985 y su funcionamiento está autorizado hasta el abril de 2025. En 2003, la Unidad 2 generó 7.699.608 MWh, con un factor de capacidad del 80,6%.